# Haematopota albihalter
Haematopota albihalter är en tvåvingeart som beskrevs av Stone och Philip 1974. Haematopota albihalter ingår i släktet Haematopota och familjen bromsar. Inga underarter finns listade i Catalogue of Life.